# Chișlaz, Bihor
Chișlaz este satul de reședință al comunei cu același nume din județul Bihor, Crișana, România.

## Așezare
Localitatea Chișlaz situată în nordul județului Bihor, de-a lungul văii Barcăului și învecinată cu Dealurile Dernei.